# Comté de Wood (Wisconsin)
Pour les articles homonymes, voir Comté de Wood.
Le comté de Wood est un comté situé dans l'État du Wisconsin aux États-Unis. Son siège est Wisconsin Rapids. Selon le recensement de 2000, sa population était de 75 555 habitants.